# 2301 Whitford
2301 Whitford eller 1965 WJ är en asteroid i huvudbältet, som upptäcktes 20 november 1965 av Indiana Asteroid Program vid Indiana University Bloomington med Goethe Link Observatory. Asteroiden har fått sitt namn efter Albert Whitford.
Asteroiden har en diameter på ungefär 17 kilometer.